# Lago Alat
El lago Alat (en alemán: Alatsee) es un lago situado en la región administrativa de Suabia, en el estado de Baviera (Alemania), a una elevación de 868 metros, tiene un área de 12 hectáreas. Es famoso por albergar el misterio del "oro de Hitler" que se supone se encuentra en el fondo del lago.